# Barnegat-Klasse
Die Barnegat-Klasse war eine von 1939 bis 1946 gebaute und im Zweiten Weltkrieg eingesetzte leichte Seeflugzeugtender-Klasse der United States Navy. Typschiff der Klasse war die nach der Barnegat Bay benannte USS Barnegat (AVP-10). Insgesamt waren 41 Schiffe geplant, von denen 35 gebaut wurden, davon 30 als Seeflugzeugtender, 4 als Motortorpedoboot-Tender und eines als Trainings-Katapultschiff. Die Schiffe waren nach amerikanischen Gewässern und Inseln benannt und trugen die Kennungen AVP-10 bis -13 sowie AVP-21 bis -57.
Nach dem Weltkrieg wurden mehrere Schiffe der Klasse für Unterstützungsaufgaben im Koreakrieg eingesetzt. 18 weitere Schiffe wurden von der Coast Guard übernommen und unter der Bezeichnung Casco-Klasse als Wetterbeobachtungsstationen genutzt. 1971/72 wurden wiederum sieben dieser Schiffe im Rahmen der Vietnamisierung an die Marine der Republik Vietnam abgegeben, dort als Fregatten klassifiziert und im Vietnamkrieg eingesetzt. Nach dem Zusammenbruch Südvietnams 1975 gelangten schließlich sechs der Schiffe auf die Philippinen, das siebte wurde von den Nordvietnamesen erbeutet.
Drei der in den USA verbliebenen Schiffe wurden zu Meeresforschungs- und -vermessungszwecken eingesetzt; des Weiteren wurden mehrere Schiffe nach ihrer Ausmusterung an verbündete Nationen verkauft, so an die äthiopische, griechische, italienische und norwegische Marine, drei weitere Schiffe wurden entwaffnet und in Griechenland als Passagierschiffe genutzt.
In den Vereinigten Staaten wurde das letzte Schiff der Klasse im Jahr 1973 außer Dienst gestellt, während bei den Zweit- und Drittnutzern die Schiffe teilweise bis weit in die 1990er-Jahre im Einsatz waren.

## Schiffsliste
- USS Barnegat (AVP-10) (später griechisches Kreuzfahrtschiff Kentavros)
- USS Biscayne (AVP-11) (später bei der Coast Guard als Dexter)
- USS Casco (AVP-12) (später bei der Coast Guard und dort Typschiff der Casco-Klasse)
- USS Mackinac (AVP-13) (später bei der Coast Guard)
- (Die Kennungen AVP-14 bis -20 trugen umgerüstete Zerstörer der Clemson-Klasse)
- USS Humboldt (AVP-21) (später bei der Coast Guard)
- USS Matagorda (AVP-22) (später bei der Coast Guard)
- USS Absecon (AVP-23) (Trainings-Katapultschiff; später bei der Coast Guard, in Südvietnam & Vietnam als Pham Ngu Lao)
- USS Chincoteague (AVP-24) (später bei der Coast Guard, in Südvietnam als Lý Thường Kiệt, Philippinen als Andres Bonifacio)
- USS Coos Bay (AVP-25) (später bei der Coast Guard)
- USS Half Moon (AVP-26) (später bei Coast Guard)
- USS Mobjack (AGP-7) (AVP-27) (Motortorpedoboot-Tender, später bei U.S. Coast and Geodetic Survey)
- USS Oyster Bay (AGP-6) (AVP-28) (Motortorpedoboot-Tender, später italienisches Kriegsschiff Pietro Cavezzale)
- USS Rockaway (AVP-29) (später bei der Coast Guard)
- USS San Pablo (AVP-30) (später hydrographisches Vermessungsschiff)
- USS Unimak (AVP-31) (später bei der Coast Guard)
- USS Yakutat (AVP-32) (später bei der Coast Guard, in Südvietnam als Tran Nhat Duat)
- USS Barataria (AVP-33) (später bei der Coast Guard)
- USS Bering Strait (AVP-34) (später bei der Coast Guard, in Südvietnam als Tran Quang Khai, Philippinen als Diego Silang)
- USS Castle Rock (AVP-35) (später bei  der Coast Guard, in Südvietnam als Trần Bình Trọng, Philippinen als Francisco Dagohoy)
- USS Cook Inlet (AVP-36) (später bei der Coast Guard, in Südvietnam als Tran Quoc Toan)
- USS Corson (AVP-37)
- USS Duxbury Bay (AVP-38)
- USS Gardiners Bay (AVP-39) (später norwegisches Kriegsschiff Haakon VII (A537))
- USS Floyds Bay (AVP-40)
- USS Greenwich Bay (AVP-41)
- USS Hatteras (AVP-42)
- USS Hempstead (AVP-43)
- USS Kamishak (AVP-44)
- USS Magothy (AVP-45)
- USS Matanzas (AVP-46)
- USS Metomkin (AVP-47)
- USS Onslow (AVP-48)
- USS Orca (AVP-49) (später äthiopisches Trainingsschiff Ethiopia (A-01))
- USS Rehoboth (AVP-50)
- USS San Carlos (AVP-51) (später Meeresforschungsschiff USNS Josiah Willard Gibbs (T-AGOR-1), dann griechischer Motor-Torpedoboot-Tender Hephaistas (A413))
- USS Shelikof (AVP-52) (später griechisches Passagierschiff)
- USS Suisun (AVP-53)
- USS Timbalier (AVP-54) (später griechisches Kreuzfahrtschiff Rodos)
- USS Valcour (AVP-55) (später als miscellaneous command flagship eingesetzt)
- USS Wachapreague (AGP-8) (AVP-56) (Motortorpedoboot-Tender, später bei der Coast Guard als McCulloch, in Südvietnam als Ngo Quyen, Philippinen als Gregorio del Pilar)
- USS Willoughby (AGP-9) (AVP-57) (Motortorpedoboot-Tender, später bei der Coast Guard als Gresham)